# 2007年の労働界
2007年の労働界（2007ねんのろうどうかい）とは、2007年（平成19年）に起こった労働運動、労働環境、雇用、賃金など労働関係の出来事などをまとめたページである。

## 出来事の一覧

### 1月
- 5日 連合の旗開きの会見で、会長髙木は改めてホワイトカラーエグゼンプションの導入に反対を表明。それに対し9日、日本経団連の会長御手洗冨士夫は早期の導入を求める。
- 1月15日 韓国の現代自動車でボーナス増額を求め部分スト。
- 16日 内閣総理大臣安倍晋三が第166回通常国会へのホワイトカラーエクゼンプション法案の提出を断念すると発表。
- 1月25日 ILOの発表によると、2006年末における世界の失業率は6.3％、失業者数は昨年比50万人増の約1億9,520万人にのぼり、過去最悪を記録。
- 29日 厚生労働大臣柳沢伯夫の「女性は産む機械」発言について、連合の会長髙木は「女性の基本的人権そのものを否定し、侵害するものであり、とうてい容認できない。少子化の担当大臣の発言として極めて不適切で許されない」と発言。
- 1月29日 ブリティッシュ・エアウェイズの48時間ストが回避。
- 30日 総理安倍が衆議院本会議で今国会での労働法制の見直しに意欲を見せる発言をする。
- 31日 中央社会保険医療協議会が看護師不足について、看護師の配置数基準の運用見直しを求める。

### 2月
- 1日 政府の格差是正政策のための「成長力底上げ戦略構想チーム」の初会合が行われる。
- 2月2日 アメリカ労働省の発表によると、米国の就業者数は前月比20万6000人増と大幅に上方修正される。失業率は悪化して4.6％。
- 2月14日 パリのルーブル美術館で、ダ・ヴィンチ・コードの影響でモナ・リザを見に来る客が増えて写真撮影を制止したり客を制したりする仕事が増えたために心労がかさむとして、監視員がストライキをする。また監視員らがチケット窓口を封鎖したため、同美術館が無料開放となる。／ロシア・サンクトペテルブルクのフォード・モーターの工場で、基本給の30％増などの賃上げ、勤務体系の見直し、休日の増大、社会福祉厚生の充実などの「世界標準の待遇」を要求して、労働者の約半分に当たる約1000人が無期限ストに入る。
- 15日 政府の「成長力底上げ戦略」で、政労使が参加する「成長力底上げ戦略推進円卓会議（仮称）」の設置、職業訓練、最低賃金引き上げのための中小企業支援などの対策を検討するとした基本構想をまとめる。
- 2月24日 欧州中央銀行のトリシェ総裁がドイツの賃上げ交渉の開始を間近に控えて賃金抑制の重要性を強調する。

### 3月
- 3月9日 アメリカ労働省の発表によると、米国の就業者数は前月比9万7000人増、失業率は改善の4.5％。
- 14日 塩崎恭久官房長官が政府の「成長力底上げ戦略」推進のための政労使参加の円卓会議の設置を発表。22日に初会合。また47都道府県にも同様の円卓会議を設置させる。／渡辺喜美行改相が現在の人事慣行を壊す目的で、各省の課長以上の幹部の1割を他省庁の官僚や民間人にする公募制を導入したい方針であることが判明。
- 15日 東京電力や九州電力が2009年から始まる裁判員制度について、社員の有給休暇制度を導入することを発表する。／セブン&アイ・ホールディングスが一足早く2007年度の新入社員の入社式をする。
- 22日 政府の「成長力底上げ戦略推進円卓会議」（議長・樋口美雄慶應義塾大学教授）の第1回会合が開かれる。最低賃金引き上げについては労使で意見が分かれる。職業訓練の履修状況を記載する「ジョブ・カード」制度の導入については、検討のための小委員会の設置で合意。また、JAMの小出幸男会長が「中小企業は大手メーカーに利益が吸い上げられ、生産性が向上しても賃金が上がるとは限らない。政府による指導が必要」と指摘。
- 25日 中央大学生協の元パート職員の配置転換について生協や大学側に抗議するために許可なく同大学の多摩キャンパスに侵入したという疑いで、警視庁公安部は三多摩合同労働組合の組合員14人を現行犯逮捕する。
- 3月26日 アメリカのシティグループが全従業員の約5％にあたる約1万5000人を削減する方針、と米各紙が報じる。
- 30日 相次ぐ捏造放送を受けての、新たな行政処分を盛り込んだ改正放送法案に対し、民放労連は、「番組内容に踏み込んで行政権限を行使することは容認できない」として反対声明を出す。

### 4月
- 2日 1日が日曜日のため、多くの企業・団体などで年度始め、入社式など。
- 4月6日 アメリカ労働省の発表によると、米国の就業者数は前月比18万人増、失業率は改善の4.4％。

### 5月
- 5月4日 アメリカ労働省の発表によると、米国の就業者数は前月比8万8000人増（2年5か月ぶりの低水準）、失業率は悪化の4.5％。

### 10月
- 11日　連合の第10回定期大会が東京都内で始まり、高木剛会長は「非正規雇用労働者の現状の改善に対する感度が鈍いと批判されている。これからは運動の柱に据えて、全力を尽くしたい」と非正社員の待遇改善を重視していく方針を示した。日雇い派遣の禁止といった労働者派遣法の規制強化も求めた。運動方針では「非正規労働センター」の新設など、パートや派遣労働者の具体的な支援強化を盛り込む。

## 各種調査・データ
- 2月4日 中労委が06年の賃金事情等総合調査の速報を発表。
  - 平成18年賃金事情等総合調査（速報）

大企業の3社に1社が月100時間以上の残業をしている人がいると判明。
- 2月6日 帝国データバンクの07年の賃金動向についての企業意識調査が発表。
  - 2007年度の賃金動向に関する企業の意識調査

ベア・ボーナス増を予定している企業は44.0％（昨年比10.6ポイント増）、内・大企業39.3％、中小45.5％。方法別で見ると、ベア36.5％、賞与・一時金25.2％（前二者の重複17.7％）。「賃金改善がない」は26.5％。
- 2月13日 内閣府が1月の消費動向調査を発表。
  - 消費動向調査（全国、月次）

この内、消費者態度指数（一般世帯）は前月比2か月ぶり上昇（2.2ポイント増）、前年同月比2カ月連続低下の48.1％。4つの指標は全て前月比上昇・前年同月比低下を示しており、「暮らし向き」が9カ月連続低下、「収入の増え方」が7カ月連続低下。基調判断は「ほぼ横ばい」。
- 2月19日 日本医労連の医師の労働実態調査の中間報告が発表。勤務医の厳しい実態。
  - 医師の労働実態調査中間報告／アンケート集計／アンケートのコメント

調査期間：06年11月～07年1月／調査方法：加盟組織を通じて勤務医にアンケート／回答：25道府県約150施設、1036人
90.0％が医師不足を、9割以上の人が疲労、さらに6割が慢性的な疲労を感じている。
時間外労働：平均63.3時間/月。月80時間（過労死認定基準の目安）を超える人が31.2％。
宿直状況：平均2.9回/月。4回以上が全体の4分の1、勤務日の3分の1を超える10回以上もある。宿直明けが休みになるは4.2％、大半が宿直と日勤が連続する32時間勤務。宿直明けの勤務体験があるのは74.5％。
最長勤務時間：平均32.3時間/月。36～41時間/月が36.8％で最も多く、30時間/月以上が71％。
休日・休憩：休日数の平均は3.3日/月、ゼロも約3割。規定通りに休憩が出来るのは約2割。
健康意識・状態：健康が53.1％、健康に不安が34.4％、大変不安が6.3％。
女性医師：生理休暇なしが97.9％、妊娠時に切迫流産などの異常を経験が5割以上、出産経験ありの内の妊娠状況は順調だったがわずか42.6％。
疲労回復の状態：疲れが翌日に残ることが多いが40.2％、別に疲れを感じないが6.5％。
「職場を辞めたいと思うことはあるか」：あるが52.9％（いつも・10.5％、しばしば・16.1％、時々・26.3％）。
「医師確保、退職防止に必要なことは」（複数回答）：賃金や労働条件の改善が85.8％、診療科の体制充実が51.4％、医療体制のレベルアップが44.6％など。
- 3月2日 総務省が1月の労働力調査を、厚生労働省が1月の一般職業紹介状況や勤労統計調査の速報などを発表。
  - 労働力調査 調査結果／一般職業紹介状況（平成19年1月分）／毎月勤労統計調査　平成19年1月分結果速報

完全失業率：4.0％（前月比横ばい、うち男：4.1％・0.1ポイント増、女：3.8％・0.1ポイント減）、完全失業者数：264万人（前年同月比28万人減）、就業者数：就業者数：6,278万人（同9万人増；1年11か月連続増）
有効求人倍率：有効求人倍率：1.06倍（前月比0.01ポイント減）、新規求人数：（前年同月比2．8％減；4年7か月ぶり減）
現金給与総額：28万0260円（前年同月比1.4％減；2カ月連続減）、うち所定内給与：24万9426円（0．2％減）、所定外給与（残業代など）： 1万9403円（同0.7％減；4年6か月ぶり減）
06年のフリーター数：187万人（前年比14万人減；97年以来の200万人以下）うち15～24歳：95万人、25～34歳：92万人、06年の15～24歳の失業率：8.0％（同0.7ポイント増）、ニート数：62万人（同2万人減）
- 3月8日 東京商工会議所が「中堅・中小企業の新卒者採用動向調査」を発表。中小の人材確保に苦労。

調査対象：会員の中堅・中小企業5000社／調査期間：06年12月4日～22日／回答：450社
07年4月の採用数が前年より下回った企業が36.5％（前年比5．6ポイント増）、上回った企業が34.0％（同12．4ポイント減）。
新卒者を予定通り採用できたが35.1％（20.1ポイント減）、できなかったが63.7％。来年度については、採用予定ありが51.8％、中途採用予定ありが69.3％。
- 3月12日 毎日コミュニケーションズが就職人気企業ランキングを発表。

調査対象：来春卒業見込みの大学3年生と大学院1年生／調査方法：アンケート／回答：1万5235人／（）内は前年順位
文系
1. （5）資生堂
2. （1）JTB
3. （2）全日本空輸
4. （4）日本航空
5. （7）三菱東京UFJ銀行
6. （8）みずほフィナンシャルグループ
7. （6）サントリー
8. （3）トヨタ自動車
9. （9）ベネッセコーポレーション
10. （11）積水ハウス

理系
1. （1）トヨタ自動車
2. （3）日立製作所
3. （4）資生堂
4. （2）サントリー
5. （9）カゴメ
6. （6）松下電器産業
7. （11）NEC
8. （21）三菱重工業
9. （5）ホンダ
10. （20）東芝

- 9月3日 国際労働機関（ILO）が「労働市場の主要指標」を発表し、アメリカの労働者1人当たりの付加価値生産額は6万3885ドル（約740万円）で他の先進諸国を大きく引き離して1位となっている[1]。

## 賃金・雇用・失業
- 1月4日 明治安田生命保険が事務職の派遣社員3200人を契約社員にする。
- 1月15日 三井住友銀行が4月から働く大卒総合職の初任給を3万1000円増の20万5000円にする方針を発表。
- 2月1日 日本郵政公社が民営化を前にした労使関係を重視し、4.8％の賃下げ提案を撤回。／日本航空グループは人件費削減案について、100億円増やして400～500億円/年とする方針。
- 2月6日 経営不振が続く日本航空は07～10年度の経営計画を発表し、3年で3500人・500億円の削減を発表。また旧JALと旧JASで別になっていた機長の待遇を非組合員の管理職に一本化することをJAS乗組と合意したと発表する。
- 2月8日 業績好調のトヨタ自動車が07年度の期間労働者の正社員採用枠を昨年比300人増の1200人にする方針。／大和証券グループ本社は4月入社の新採用大卒総合職の初任給を2万2000円増の20万円とすることを発表。これは業界最大手の野村證券と同額。
- 3月3日 武富士が有人店舗91店（全体の2割弱）を今年5月末までに閉鎖するなどの方針を明らかにする。
- 3月10日 松下電器産業が早期退職制度で1000人以上を削減することを発表。同社は2001年度に約1万3000人を削減し、それから5年間で計約2万5000人を削減している。
- 3月12日 トヨタ自動車が、2007年度採用予定者数が3508人であると発表。これはバブル期の1991年の4199人以来の高水準。
- 3月19日 日本ガイシは4月から管理職である課長級以上にも定年後再雇用制度を導入することを発表。
- 3月28日 トヨタ自動車は大卒初任給を前年比1000円増の20万2000円にすると発表。

## 最低賃金
- 1月25日 塩崎官房長官が記者会見で、改正最低賃金法案について「企業部門が収益を上げる中で家計所得があまり増えておらず、消費の伸び悩みが指摘されている。そういう点は少し考えていくべきだと思う」と述べる。
- 1月29日 厚生労働省は改正最低賃金法案の今国会提出を決定する。主な内容は違反企業への罰金を2万円/人から50万円/人に引き上げる、など。
- 2月2日 連合が春闘の闘争開始宣言集会を開き、格差是正や非正規雇用の待遇改善を要求する。
- 2月26日 労働運動総合研究所の研究によると、最低賃金を1000円/時に引き上げると約700万人の賃金が改善されて消費支出が1兆3230億円増加し、高所得者に配分した時と比べてプラス約5685億円の経済効果や、中小企業への効果も大きいとの推計。ただし「賃金センサス」の特別集計をもとに試算した関係で、従業員10人以下の事業所や公務員は調査対象になっていないため、総額は更に増えるとコメントしている。
- 3月1日 民主党が「格差是正緊急措置法案」を衆議院に提出。

主な内容は、全国最低賃金の設定（最低賃金引き上げ：時給610～719円を1000円に）、同一価値労働・同一賃金、パートなど非正規社員の正社員化を企業に対し優先促進義務、募集・採用時の年齢差別禁止、児童扶養手当縮減の見直し、障害者自立支援制度の抜本見直しなど。
- 3月3日 連合の髙木剛会長が最低賃金引き上げについて積極姿勢。

髙木会長は都内で行われた春闘の決起集会で、「第二の春闘と位置づけて闘い、格差社会是正の第一歩としたい」と述べ、さらに「3者構成（＝中央最低賃金審議会）自体は評価するが、これまでのように徹夜交渉で1円2円引き上げてよしとする状況ではない」「30～100円の引き上げができるようなアプローチを考えたい」と述べる。

## 07春闘

### 概要
2006年
- 11月24日 連合が2007年の春闘方針をまとめる。内容は賃上げのほか、非正規社員の待遇改善や残業代の引き上げ、時短などを盛り込む。統一のベア要求は6年連続の見送り。

2007年
- 1月11日 経団連の御手洗会長が一律賃上げを否定し労組側を牽制。年功型賃金制度の見直しも提言する。
- 1月15日 連合と経団連の首脳懇談会が開かれ、春闘が実質的にスタートする。
- 1月24日 第一生命経済研究所が今春闘の賃上げ率を昨年比0.10％増の1.89％と予想。
- 1月25日 経団連の御手洗会長が「横並びで一律ベアというような賃上げの時代ではない」、「生産性と関係のない方法による賃上げでは日本は世界に負けていく」と後援会で述べる。／安倍首相が「多くの働く人たちは給料が上がればいいと期待し、経営者は無理のないよう対応できる姿にしたいと思っているだろう」と記者団に述べる。
- 2月1日 労務行政研究所の発表によると、賃上げ予測は平均1.9％、6225円。
- 2月2日 連合が春闘の闘争開始宣言集会を開き、格差是正や非正規雇用の待遇改善を要求する。／経団連の発表によると、今年の新規採用予定の企業数は94.4％（前年比3.2％増）、採用増も55.4％（同1.5％増）で調査開始の1997年以来過去最高。ただし回答企業の71.3％が従業員1000人以上の大企業。
- 2月21日 連合が有志による中小企業の共闘組織を6単産で結成。
- 3月1日 日本商工会議所の山口信夫会頭が最低賃金の引き上げについて、「経営の厳しい企業にまで適用されると、特に中小企業は非常に困る。企業の支払い能力に応じて考えるべきだ」と否定、最低賃金の1000円/時についても「論外。今の段階ではとても不可能」と否定する発言をする。
- 3月2日 連合が要求額の1次集計を、2月中旬までに要求された1609組合についてまとめる。定昇込み平均7086円/月（前年比398円増）で、7000円を超えるのは6年ぶり。年間一時金は5.35か月分（前年比0.11か月増）、労働協定や時短への取り組みも3割超。
- 3月3日 連合の「要求実現中央総決起集会」が代々木公園で開かれ、主催者発表で約1万6200人が集まる。

髙木会長は挨拶で、「経営者に前向きな対応を強く求めたい」「交渉は大変厳しいが、春闘への国民の期待は大きい。満足ゆく回答でなければ、時間外労働の拒否やストライキも視野に粘り強く闘おう」などと述べる。
また、野党三党の幹部も出席し、民主党の鳩山由紀夫幹事長は「自公の過半数割れを実現できるか否かは、皆さんの暮らしを大きく左右する」「格差の議論をなおざりにするために国民投票法案に国民の関心を向けるのを断じて許してはならない」、社民党の日森文尋副幹事長は「安倍政権を一日も早く政権の座から追い落とす。参院選でぜひわたしどもにも支援をお願いする」、国民新党の亀井久興幹事長は「野党が力を合わせて参院選で自公を過半数割れに追い込み、働く人たちが豊かさを実感できる社会を実現したい」などと述べる。
- 3月6日 全労連の「春闘総決起集会」が日比谷野外音楽堂で開かれ、主催者発表で約3800人が集まる。
- 3月7日 トヨタ労組の決起集会が本社で開かれ、主催者発表で約1万人が参加。鶴岡光行委員長は「会社の成長を支えたのは組合員の努力。賃金は昨年の獲得実績の厚い壁を乗り越える。一時金は満額以外にない」などと訴える。
- 3月14日 金属労協傘下の大手の集中回答日。

連合の髙木会長は「国際競争に勝って利益を上げているところの裏には労働者の努力がある。経営者はそのことをどう考えているのか」「（企業利益の）配分構造のひずみは直らない」と述べ、また「控えめな要求に十分応えなかった一部の経営側には残念でならない」と暗にトヨタを批判。
金属労協の加藤裕治議長は「一つの流れを作ることができた」と述べる。「極めて残念」としながらも、「会社側は組合員の頑張りを評価しているとの説明なので、単組の判断を尊重したい」
経団連の御手洗会長は「去年より良い傾向。各企業が体質を強化して、少しずつ余裕が出てきた結果ではないか。こうした傾向が続けば、消費も良くなるだろう」「スローな景気回復だが、実質2％程度の経済成長はできると思っている」と述べる。
日商の山口会頭は「労働組合の中には不満も残っているようだが、賃上げは順調に進んでいると思う。一時金で相当思い切ったことをやっている企業もあるようなので、個人消費に火がつくのではないか」「経営側は為替など将来の条件変化や国際競争の問題を考え、ベアは最小限にして、業績向上分は一時金で払う姿勢を最後まで貫いたと思う」と述べる。
- 3月22日 経団連が春闘の妥結結果の一次集計を発表。

調査対象：主要21業種、大手269社／集計：107社
平均回答額は定昇込6208円、前年比578円・1.82％増（6000円・1.8％超は6年ぶり）。製造業は5935円、1.78％増。
- 3月23日 連合が春闘の妥結結果の一次集計を発表。

平均回答額は定昇込 6114円、前年比288円・2.02％増（0.1ポイント増）。
年間一時金平均（業績変動方式を除く）は、金額回答で160万4946円（昨年比2万4203円増）、月額回答で5.22か月。（同0.05か月増）。
中小の平均回答額は定昇込み5440円、前年比431円増。
- 3月30日 連合がパート春闘の妥結結果の一次集計をまとめる。

時給の増額平均は15.4円で、前年の12.8円を大きく上回る。（目標は15円以上）

### 自動車
全体に賃上げの確保はなるも、広い波及が期待できるほどにはならず。
トヨタ労組は1月10日には昨年より500円多い1500円のベアを求める方針を発表するなど、積極姿勢を見せる。続く11日には自動車総連が、13日には全トヨタ労連が要求賃上げ方針を表明し、他の自動車労組もこれに続いた。特に日産（原始7000円、6.6か月）、ホンダ（1000円、6.6か月）、マツダ（1000円・2年連続、5.8か月・過去最高）などが積極姿勢。一方、経営不振の三菱はベア見送りで一時金要求も低く抑える。
春闘の花形にして注目のトヨタは、2月9日に春闘方針を評議会で正式決定。内容は、合計8400円の賃金要求（定昇分6900円＋ベア1500円）、過去最高となるボーナス要求258万円、再雇用・非正規雇用者の待遇改善などであった。鶴岡光行委員長は記者会見で「賃上げの議論を通じて日本経済に対するトヨタ労使の役割を示したい」と意欲を示した。2月21日に行われた第1回労使交渉では早々と、経営側は賃上げに難色も年間一時金258万円は満額回答を示す。賃上げについては28日の第2回では平行線も、3月7日の第3回労使交渉では賃上げ1000円前後で調整の見通しがつく。また同日に同本社で決起集会が開かれ、主催者発表で約1万人が参加。単組としては日本最大級の動員力を見せつけた。鶴岡光行委員長は「会社の成長を支えたのは組合員の努力。賃金は昨年の獲得実績の厚い壁を乗り越える。一時金は満額以外にない」などと訴え、会社に圧力をかける。だが、それ以上の目立った進展は見られず、賃上げ1000円、一時金258万円で妥結する。
その他の組合については、2月14日に自動車総連傘下の各労組が要求書を一斉提出。自動車の春闘が始まる。全トヨタ労連は参加104組合中103組合が賃上げ要求、90組合が1500円以上を要求という活発ぶりだった。当初、活発な動きになるかという観測もあったが、トヨタが早々と500～1000円の動きとなったため、それを大きく上回る賃上げは厳しくなり、結果、業績のわりに大幅賃上げはならず、全体への波及効果は全体に薄くなった。多くは回答日までに決着した組合が多くなった。
3月14日の大手集中回答日では、三菱を除く全てで賃上げは達成する。上記の通り賃上げは難色を示されたが、一時金は好調。満額も目立つ。トヨタの鶴岡委員長は「賃上げの流れを作ることができた」だが、「厳しい評価を受けざるを得ない」と述べる。また全トヨタ労連の加藤裕治会長は「極めて残念」だが、「会社側は組合員の頑張りを評価しているとの説明なので、単組の判断を尊重したい」と述べる。
さて、春闘妥結から2か月ほど経った5月11日、トヨタは営業利益1兆1509億円という史上最高益を受け、春闘で決定した年間一時金258万円に1万円を上積みすることを発表している。
| 会社名   | 賃上げ要求               | → | 回答／前年             |  | 年間一時金要求 | → | 回答／前年                        |
| -------- | ------------------------ | - | ---------------------- |  | -------------- | - | --------------------------------- |
| トヨタ   | 1500円                   |   | 1000円／1000円         |  | 5.0か月+79万円 |   | 満額（=258万円）／5.0か月＋56万円 |
| 日産     | 7000円（賃金改訂原資）   |   | 6700円／7000円         |  | 6.6か月        |   | 6.3か月／6.2か月＋3.5万円         |
| ホンダ   | 1000円                   |   | 900円／600円           |  | 6.6か月        |   | 満額／6.65か月                    |
| 三菱     | 要求せず                 |   | 賃金体系維持／要求せず |  | 3.6か月        |   | 3.32か月／3.0か月                 |
| マツダ   | 1000円                   |   | 700円（6年ぶり）／0円  |  | 5.8か月        |   | 満額／5.7か月                     |
| ダイハツ | 1500円（賃金維持＋改善） |   | 1000円／1000円         |  | 5.8か月        |   | 満額／5.7か月＋2.5万円            |
| 富士重工 | 1000円（賃金改訂原資）   |   | 賃金体系維持／要求せず |  | 5.0か月        |   | 満額／4.8か月                     |
| いすゞ   | 1000円                   |   | 500円（7年ぶり）／0円  |  | 5.3か月        |   | 5.0か月／5.0か月                  |
| スズキ   | 1000円                   |   | 700円／1000円          |  | 5.9か月        |   | 満額／5.7か月                     |
| 日野     | 5463円                   |   | 4463円／4651円         |  | 5.0か月        |   | 4.8か月／5.0か月+7万円            |
| ヤマハ   | 1500円（賃金改訂原資）   |   | 650円／1000円          |  | 6.15か月       |   | 6.1か月／5.9か月                  |

### 電機
- 12月6日 電機連合が賃上げ2000円以上を要求することを発表。また「交渉は2006年より厳しい」との見解を示す。
- 1月25日 三洋電機労組がベア離脱。
- 1月26日 電機連合が大手主要17組合の統一要求2000円の賃上げを正式決定。
- 2月15日 電機連合傘下の大手各組合が要求書を一斉提出。電機の春闘が始まる。／三菱電機の下村社長が「経営状況が良くなったのは従業員の頑張りのおかげであり、それなりに考えなければならない」と発言。ただし経団連の賃上げに否定的なことも「加味しなければならない」とも述べる。
- 2月20日 ビクター労組が6年ぶりとなる賃上げ2000円と年間一時金4.1か月分を要求。
- 3月7日 松下、東芝などで500円の賃上げの見通し。
- 3月9日 三菱電機が賃上げ1000円の見通し。松下も1000円、東芝、日立、NEC、富士通などは500円の見通し。
- 3月10日 電機連合の中村正武委員長が春闘の「統一要求・回答方式」について、「仮にばらつく回答が出た場合、容認せざるを得ない」とこの方式が崩壊していることを容認する。また功績の良い企業と悪い企業間のベアの差についても、「要求や回答を同水準に揃えると、どうしても下方硬直性が生じる」と述べる。
- 3月12日 電機連合の中村委員長が「労使協調やストに対する社会的批判を考えると現実的ではない」として、今年は「スト回避基準額」を設定せず、残業・休日出勤の無期限拒否という方針にすることを決定。2007年現在、大手では80年春闘での12時間スト以降、ストしていない。

- 3月14日 大手集中回答日。賃上げは500～1000円。

| 会社名         | 賃上げ要求 統一要求2000円以上 | → | 回答（ベア+是正分（注1）） ／前年（総計） |  | 年間一時金要求 | → | 回答／前年         |
| -------------- | ----------------------------- | - | ----------------------------------------- |  | -------------- | - | ------------------ |
| 松下電器       | 2000円                        |   | 0+1000円／500円                           |  |                |   | 業績連動算定方式   |
| 東芝           | 〃                            |   | 500+500円／500円                          |  |                |   | 〃                 |
| 富士通         | 〃                            |   | 500+500円／1000円                         |  |                |   | 〃                 |
| NEC            | 〃                            |   | 500+500円／500円                          |  |                |   | 〃                 |
| 日立           | 〃                            |   | 500+300円／500円                          |  | 5.0か月        |   | 4.7か月／4.85か月  |
| 三菱           | 〃                            |   | 500+500円／500円                          |  | 5.7か月        |   | 5.5か月／5.1か月   |
| シャープ       | 〃                            |   | 1000円／500円                             |  | 5.5か月        |   | 5.3か月／5.25か月  |
| 三洋           | 要求せず                      |   | 賃金体系維持／要求せず                    |  | 要求せず       |   | ／要求せず         |
| 松下電工       | 2000円                        |   | 500+500円／500円                          |  |                |   | 業績連動算定方式   |
| 富士電機       | 〃                            |   | 500+500円／500円                          |  | 5.35か月       |   | 5.0か月／4.79か月  |
| パイオニア     | 〃                            |   | 500+500円／500円                          |  |                |   | 業績連動算定方式   |
| 沖電気工業     | 〃                            |   | 500円／500円                              |  |                |   | 〃                 |
| 安川電機       | 〃                            |   | 500+500円／500円                          |  |                |   | 〃                 |
| 明電舎         | 〃                            |   | 500円／500円                              |  | 4.5か月        |   | 3.51か月／3.35か月 |
| 富士通ゼネラル | 〃                            |   | 500+500円／1000円                         |  |                |   | 業績連動算定方式   |
| C&D（注2）     | 〃                            |   | 500+500円／500円                          |  | 5.14か月       |   | 4.66か月／4.6か月  |
| 岩崎通信機     | 〃                            |   | 500+100円／500円                          |  | 4.5か月        |   | 3.6か月／3.6か月   |

注1：賃金体系是正、手当などを含む。書いていない場合は、ベアのみ

注2：コロムビアMEとD&MHDの平均。また、前年（2006年）実績はコロムビアMEとデノンの平均

### 金属・機械
- 1月17日 JAMが昨年を500円上回る2500円の賃金改善要求することを決定。
- 1月23日 金属労協が集中回答日を大手と中小の2つに分け、中小へ賃上げが波及しやすいようにすることを決定。また中小企業労組の共闘組織も作る。
- 2月8日 住金労連が年間一時金240万円の要求を決定。
- 3月14日 大手集中回答日。JAM登録9組合はほぼ1000円以上。

| 会社名       | 賃金改善要求 | → | 回答   |  | 年間一時金要求  | → | 回答             |
| ------------ | ------------ | - | ------ |  | --------------- | - | ---------------- |
| オークマ     | 2500円       |   | 900円  |  | 6.0か月         |   | 満額             |
| 島津製作所   | 2583円       |   | 1062円 |  |                 |   | 業績連動方式     |
| 山武         | 1709円       |   | 1500円 |  |                 |   | 〃               |
| 横河電機     | 1500円       |   | 1319円 |  |                 |   | 〃               |
| シチズン時計 | 2519円       |   | 1000円 |  | 2.8か月（半期） |   | 2.55か月（半期） |
| NTN          | 2600円       |   | 1200円 |  | 6.0か月         |   | 5.6か月          |
| 日本精工     | 1900円       |   | 800円  |  |                 |   | 業績連動方式     |
| クボタ       | 2000円       |   | 1433円 |  |                 |   | 〃               |
| ヤンマー     | 2500円       |   | 1057円 |  | 5.2か月         |   | 5.2か月          |
| ビクター     | 2000円       |   | 0円    |  | 4.1か月         |   | 4.0か月          |

| 会社名         | 賃金改善要求 | → | 回答                       |  | 年間一時金要求 | → | 回答／前年         |
| -------------- | ------------ | - | -------------------------- |  | -------------- | - | ------------------ |
| 古河電工       | 賃金体系改善 |   | 見直し・改善など           |  | 5.0か月        |   | 4.70か月／4.15か月 |
| 住友電工       | 〃           |   | 〃                         |  | 5.2か月        |   | 4.88か月／4.80か月 |
| フジクラ       | 〃           |   | 〃                         |  | 5.0か月        |   | 4.68か月／4.68か月 |
| 昭和電線HD     | 〃           |   | 〃                         |  | 4.5か月        |   | 4.25か月／4.00か月 |
| 三菱電線（注） | 〃           |   | 〃                         |  | 4.0か月        |   | 3.70か月／3.50か月 |
| 日立電線       | 〃           |   | 1000円相当（賃金改善原資） |  | 5.0か月        |   | 4.66か月／4.33か月 |

注：年間一時金は最低保障方式

### 鉄鋼・造船重機・非鉄金属
賃金改善は多くが2年に1回で、今年は要求せず。年間一時金のみの交渉。
大手の集中回答日は3月16日で、多くの組合がその日に妥結。全体に満額は少ないものの、水準は高め。
| 会社名         | 賃金改善     |  | 年間一時金要求 | → | 回答／前年                       |
| -------------- | ------------ |  | -------------- | - | -------------------------------- |
| 新日本製鐵     | 前年に交渉済 |  |                |   | 業績連動方式／246万円            |
| JFEスチール    | 〃           |  |                |   | 〃／258万円                      |
| 住友金属       | 〃           |  | 240万円        |   | 226万円／216万円                 |
| 神戸製鋼所     | 〃           |  |                |   | 業績連動方式／193万円            |
| 日新製鋼       | 〃           |  |                |   | 〃／217万円                      |
| 三菱重工       | 〃           |  | 3.5か月+56万円 |   | 3.5か月+54万円／3.5か月+48万円   |
| 川崎重工       | 〃           |  |                |   | 業績連動方式／147万円            |
| 石川島播磨     | 〃           |  | 3.5か月+50万円 |   | 3.5か月+37万円／3.5か月+24万円   |
| 住友重機械     | 〃           |  | 3.5か月+70万円 |   | 満額／3.5か月+60万円             |
| 三井造船       | 〃           |  | 3.5か月+50万円 |   | 3.5か月+27万円／3.5か月+16.5万円 |
| 新キャタ三菱   | 〃           |  | 3.5か月+67万円 |   | 3.5か月+65万円／3.5か月+57万円   |
| 三菱マテリアル | 〃           |  |                |   | 業績連動方式／163万円            |
| 住友金属鉱山   | 〃           |  | 230万円        |   | 230万円／190万円                 |
| 三井金属       | 1500円       |  |                |   | 187.7万円／181.5万円             |
| DOWA           | 前年に交渉済 |  |                |   | 業績連動方式／205万円            |
| 日鉱金属       | 定昇確保     |  |                |   | 〃／201.6万円                    |

### 交通・通信
- 2月9日 NTT労組が7年ぶりとなるベア2000円、再雇用制度と子育て支援策の拡充などの要求を正式決定。
- 2月16日 JJ労組連絡会は1万5000円以上の賃上げと基本給10％カットの中止を求める統一要求書をまとめる。
- 2月28日 最大労組のJAL労働組合が会社に配慮して、賃上げ見送りと前年の約半分となる年間一時金2.0か月＋10万円分の要求をまとめる。
- 3月5日 日本航空がベアゼロを回答。

### 電力
電力大手は6年ぶり賃上げ。
2月14日、電力総連が6年ぶりに2000円以上の賃上げ要求を決定。20日に傘下の大半の組合が要求書を一斉提出し、大手10労組は賃上げ2000円で揃える。電力大手の統一回答日は3月15日。交渉は厳しく、8年ぶりの賃上げなるも、多くが500円で妥結。ただし、若年層、子供を持つ者に限った賃金改善が多い（例・東電が30代前半以下の賃金改善）。北陸電力は原発の臨界事故隠し事件で経営の先行きが不透明としてベアゼロ回答だった。
| 会社名     | 賃金改善要求 統一要求2000円 | → | 回答  |  | 年間一時金要求 統一要求4.0か月以上 | → | 回答         |
| ---------- | --------------------------- | - | ----- |  | ---------------------------------- | - | ------------ |
| 北海道     | 2000円                      |   | 500円 |  | 4.0か月                            |   | 172.9万円    |
| 東北       | 〃                          |   | 500円 |  | 〃                                 |   | 172.9万円    |
| 東京       | 〃                          |   | 500円 |  | 〃                                 |   | 172.9万円    |
| 中部       | 〃                          |   | 500円 |  | 〃                                 |   | 175.2万円    |
| 北陸       | 〃                          |   | 0円   |  | 〃                                 |   | 172.3万円    |
| 関西       | 〃                          |   | 500円 |  | 〃                                 |   | 172.7万円    |
| 中国       | 〃                          |   | 500円 |  | 〃                                 |   | 172.9万円    |
| 四国       | 〃                          |   | 500円 |  | 〃                                 |   | 178万円      |
| 九州       | 〃                          |   | 500円 |  | 〃                                 |   | 173万円      |
| 沖縄       | 〃                          |   | 500円 |  | 〃                                 |   | 154.8万円    |
| 原子力発電 | 〃                          |   | 500円 |  | 〃                                 |   | 149.5万円    |
| 電源開発   | 〃                          |   | 500円 |  | 〃                                 |   | 業績連動方式 |
| 日本原燃   | 〃                          |   | 500円 |  | 〃                                 |   | 118.2万円    |

### 鉄道
大手私鉄・JRは全体に低調。中小への波及は薄い
2月6日に私鉄総連はベア3500円の要求方針を決定し、9日には民鉄協に要求書を提出。私鉄の春闘が始まる。またJR各労組も昨年以上の賃上げを要求する。だが多くの会社で全体に経営に余裕が無く、大幅な賃上げは難しい状況。経営側の態度は厳しく、私鉄総連もストにはあまり積極的でなく、個別対応とした。統一回答日は3月15日で、ベアゼロ・一時金回答が目立ち、全体に低調であった。中小の統一回答日は22日で、大手からの波及は期待できず、同じく全体に低調。20日の大手スト、27日の中小ストは無かった。JRも状況はほぼ同じである。
また動労千葉は3月17日からストを開始し、18日には7路線89本が運休、19日には久留里線で3本が運休する。
| 会社名     | 賃金改善要求 | → | 回答／前年   |  | 年間一時金要求  | → | 回答／前年                     |
| ---------- | ------------ | - | ------------ |  | --------------- | - | ------------------------------ |
| 北海道     | 3000円       |   | 0円／0円     |  |                 |   | 2.44か月                       |
| 東日本     | 〃           |   | 900円／600円 |  | 3.1か月（夏季） |   | 2.95か月                       |
| 東海（注） | 1000円       |   | -1400円／0円 |  | 3.1か月（夏季） |   | 2.95か月（同）／2.9か月（同）  |
| 西日本     | 3000円       |   | 0円／0円     |  | 5.7か月         |   | 5.5か月／5.45か月              |
| 四国       | 〃           |   | 0円／0円     |  |                 |   |                                |
| 九州       | 〃           |   | 900円／0円   |  | 3.0か月（夏季） |   | 2.65か月（同）／2.63か月（同） |
| 貨物       | 〃           |   | 0円／0円     |  |                 |   |                                |

注：基準賃金+可変分の可変分で計算のため、表示は実質の賃金改善値

### その他
- 1月22日 UIゼンセン同盟が春闘の闘争戦術として時間外労働拒否を提案する。
- 1月23日 紙パ連合が2000円以上の賃上げ要求を決定。
- 3月2日 全国ユニオンと派遣労働ネットワークと業界団体の日本人材派遣協会との労使懇談会が開かれ、賃金や不安定雇用の改善を要請する。
- 3月7日 UIゼンセン同盟の総決起集会が都内で開かれる。落合清四委員長は「パートの人事・処遇を改善し、時給も一歩ずつ変えていかねばならない」などと述べる。

## 第78回メーデー
連合東京メーデー

連合系のメーデーは曜日の関係で4月28日（土曜日）に行われる。東京・代々木公園で行われた中央大会には、主催者発表で約4万2200人が参加する。「経営者は、低賃金で雇用の不安定な労働者を増やし、正社員には不払い残業や長時間労働を強いている。格差是正を求め力強く訴えよう」などとするメーデー宣言を採択。
連合の髙木会長は「働き方の格差が、所得の格差を生み、ワーキングプアを多数、生み出している。格差社会、二極化の是正に最低賃金の大幅な引き上げが強く求められている」となど、格差社会に関心が集まった。また来賓には、昨年に引き続き民主党の小沢一郎代表も出席し、他にも社民党の福島瑞穂党首や柳沢伯夫厚生労働大臣らも出席。
民主党の小沢代表は「安倍内閣の国民生活を無視した独善的な政治を許してはいけない。連合や野党と協力し参院選で与野党の逆転を実現する」、社民党の福島党首は「雇用の不安が心の不安につながっているのが日本の最大の問題点だ。労働組合と共に参院選をがんばる」などと訴える。
連合大阪メーデー

連合の地方大阪メーデーは中央大会とは日程をずらし、5月1日（火曜日）に行われる。場所は大阪城公園で、主催者発表で約5万人が出席した。連合大阪の伊東文生会長が「経済は戦後最長の景気回復といわれるが、働くものの家計にまで波及的な効果があらわれていないのが現実」などと訴える。
全労連メーデー

全労連系のメーデーは従来どおりの5月1日に全国369ヶ所で行われる。東京・代々木公園で行われた中央大会には、主催者発表で約4万2000人が参加する。坂内三夫議長は「ワーキングプアをなくし、貧困と格差を解消しよう。最低賃金の大幅な引き上げを勝ち取ろう」などと訴える。また格差社会だけでなく、護憲などにも言及した。
来賓には、日本共産党の志位和夫委員長や社民党の福島党首らが出席し、志位委員長は「戦争に無反省の勢力が憲法を変えて武力で海外にうって出る。美しい国どころか恐ろしい国づくりだ」、福島党首は「国民投票法案が成立すれば米国とともに世界で戦争する国ができてしまう」などと訴える。
また大阪では扇町公園で、主催者発表で約1万人が集まった。
その他
- 全労協系のメーデーは5月1日に行われる。中央大会は東京・日比谷公園で、主催者発表で約1万2000人が参加する。
- フリーターや日雇い労働者などによる「自由と生存のメーデー」が、4月30日に東京・新宿区で行われ、約430人が参加する。社民党の福島党首も出席し、「これだけ多くの若者が参加するのは頼もしいが、それだけ彼らの生活はぎりぎりで、切実なんです」などと訴える。

## 裁判・審判・判決など
- 2月2日、上司がJR西労の組合員に業務上の不利益をほのめかして脱退を迫ったとして中労委がこれを不当労働行為とした認定の取り消しを求めて争われていた訴訟について、最高裁はこれを棄却し、中労委の認定が確定する。
- 3月17日 ヤマダ電機の販売店の「ラビワンなんば」で家電メーカーの販売員に対して業務の指示や命令をしていたとして、大阪労働局が店とメーカー数社を職業安定法違反と認定していたことが判明。
- 3月16日 スカイマークが整備士との団体交渉を違法に拒否したとして300万円の損害賠償を航空一般労働組合が求めていた訴訟と、逆に会社側が労組に反訴した訴訟について、東京地裁は「団交拒否に正当な理由がない」として会社側に55万円の損害賠償を命じ、反訴を棄却する。
- 3月27日、フルキャストが06年の一年間に全国53支店で違法な派遣行為が行われていたとして、東京労働局が同社に対して事業改善命令を出す。
- 4月2日 フィリピントヨタ労組が加盟する全造船関東地協神奈川地域労組が解雇撤回や団体交渉などを求めて棄却された中労委の決定取り消しを求めて東京地裁に提訴する。訴えでは、トヨタは同労組との団体交渉を拒否し、組合員227人が無断欠勤などを理由に解雇したとしている。
- 4月10日 訪問介護大手のコムスンが勤務実態が無いのに介護報酬約4300万円を不正に請求したなどとして、東京都がこれを返還させ、業務改善勧告をする。また同業のニチイ学館やジャパンケアサービスでも同様の事があったとして勧告を行う。／全港湾関西地方阪神支部が職業紹介料を組合費とは別に斡旋先の企業から貰っていたのは職安法違反として、大阪労働局が同支部に対して行政指導を行う。

### 東芝労組脱退訴訟
2月2日、最高裁第2小法廷で、ユニオン・ショップを結んでいた東芝の従業員が労組を脱退できるか争われていた訴訟の判決があり、「脱退の自由という重要な権利を奪い、組合の統制への永続的な服従を強いるものであるから、公序良俗に反し、無効である」としてこの従業員の訴えを認める。2審の東京高裁では「合意に反する脱退は許されない」として訴えは退けられており、逆転勝訴となった。
判決によると、この従業員は1989年に同社に入社、同時に労使協定によって組合に加入する。1995年に地元の合同労組に加盟して同社労組に脱退を届け出るが留保される。これに対し労働委員会に不当労働行為の救済を申し立て、この従業員が脱退を撤回する代わりに250万円の解決金を同社が払うことで和解した。その後の2001年、異動についての不満から再び脱退を申し出、訴訟となった。

### 全逓訴訟
2月13日、旧郵政省の合理化の反発して旧全逓が指令した反マル生闘争により、1978年末～79年正月に年賀状の処理を拒否を指示し、それに従って懲戒免職となった7人が処分の取り消しを求めた訴訟で、最高裁第3小法廷は2審の東京高裁の取り消し指示の判決を支持し、郵政公社側の上告を棄却する。
1991年に全逓は支援から撤退し、元職員個人によって行われていた。また原告7人中、4人は全逓から除籍・除名されている。1審の東京地裁では元職員は敗訴していた。3月1日付けで全員が復職している。

### JAL不当勤務排除訴訟
3月26日、日本航空インターナショナルの女性客室乗務員4人が、育児のための深夜業免除制度を申請して不当に勤務を減らされて賃金が下がったとして受け取れなかった賃金計3100万円の支払いを同社に求めた訴訟で、東京地裁は約1500万円の支払いを同社に命じる。
訴えによると、深夜の時間帯の業務を除いて働く意思を示したが、会社は月1、2回しか勤務を割り当てず、給与が激減した。一方、4人が所属するものとは別の組合の客室乗務員は、同制度で月5～13日の勤務が割り当てられていた。

## 公務員
- 1月17日 渡辺行革相が公務員の労働基本権問題について「個人の考えとしては労働基本権を付与すべきだと思う」と発言。
- 2月22日 長岡京市が昨年4月から導入された市職員給与の定期昇給を抑制する制度を廃止する条例案を市議会に提出。この制度は国家公務員に準拠した定期昇給幅を毎年25％抑制するものだったが、国家公務員では代わりに特別手当でメリハリをつけていたのに対し同市では手当等はさらに低く抑え、国家公務員との給与差の指数（ラスパイレス指数）は97だった。また「抑えすぎると職員の士気に関わる」との声も出たため廃止提案に至った。
- 2月23日 政府の「公務員制度改革に関する専門調査会」が4月下旬までに現在の議論の論点をまとめることを発表。また渡辺行革相は公務員のスト権について「個人としてはスト権の付与も含め検討してほしい」と述べる。

## 労働組合
- 3月2日 ライブドアの部門再編での雇用環境を巡り、ライブドアユニオンが結成される。

### JPU・全郵政の統合
- 2月9日 全郵政がJPUとの統合協議の継続を中央委員会で了承。
- 2月23日 日本郵政公社とJPU、全郵政が「お客様の信頼向上に向けた共同宣言」に調印する。

## その他事件など

### タイガー偽装請負・派遣解雇事件
人材派遣会社からの派遣が5年を超え、労働者派遣法の3年の制限を超えることから同社に直接雇用を求めた女性がその後解雇されたとして、07年2月26日にこの女性がタイガー魔法瓶に対し大阪地裁に訴訟を起こす。
この女性は直接雇用を求めて06年11月に大阪労働局に申告し、同局はこれを偽装請負であり同法違反と認定。さらに同局はタイガーに契約の解除と雇用改善を指導した。これに対し同社は5日後、この女性を雇用せずに派遣会社との契約を解除し、女性は職を失う。女性は「解雇は労働局に申告したことに対する報復」と主張し、雇用確認と慰謝料300万円を求めている。

### 神戸福祉法人労働基準違反事件
神戸東労働基準監督署が神戸市長田区の社会福祉法人「神戸育成会」の運営する3つの作業所について、の知的障害者に支払っている工賃が最低賃金法に違反している疑いがあるとして、立ち入り調査をしていたことが2月19日に判明。4月19日には神戸東労働基準監督署が「神戸育成会」に対し労働基準法と最低賃金法に違反するとして改善指導を行い、5月18日までに是正結果を提出するように求める。
通常、作業所は「出欠や作業時間は自由で工賃は減額されない」などの条件を満たせば両法の適用外となるが、同署は実態を「訓練」でなく「労働」と判断した。作業所に対する指導は極めて異例のことである。調べによると、この3作業所で障害者約15人が菓子製造をしており、06年度は約1500万円を売り上げる。一方の賃金は一人あたり年間約18万円で、残りは経費に当てられている。またタイムカードを採用して、遅刻した時は工賃を減額しており、これで同署は実態を「労働」と判断した。また最低賃金についても、兵庫県が時給683円となっているところをこの作業所は百数十円であった。一方、同会の事務局長は記者会見で「訓練が労働とされるのは納得できない」「タイムカードは遅刻という概念を教えるためで、訓練の一環。全国の作業所に影響を与えることなので、指導書は受け取っていない。今後の対応は弁護士と相談する」と発言して、指導を拒否している。またこれらの発言から窺えるように、このようなケースは全国各地にあるという指摘もある。

### JAL労組個人情報収集事件
2月27日、JAL労働組合が客室乗務員約7000人について、労組が独自に病歴、思想・信条、支持政党、容姿、性格、家族・交友関係などの個人情報を本人の同意なしに収集、保有していたことが判明。同社と警察は実態時調査を開始する。3月29日、同社はその件数はさらに多い9000件以上にのぼると発表した。また社員20名がこの情報を利用しようとしたと判明し、これらの社員を近く処分するとも発表する。

### コナカ残業代未払い事件
3月29日、コナカが、全国一般東京東部労組コナカ支部が求めていた未払い残業代の支払いを同労組に通告する。同労組はこれを求めて同年2月に結成され、会社側と交渉をしてきた。同社と同労組の調査によると、05年2月11日～07年2月10日までの間に、時間外・休日・深夜勤務などの各種手当が、計約60万時間分、金額にして約9億円が不払いと発覚。同社は管理職約380人への特別賞与も含め、計約13億7000万円を支払うとした。

### 欧エアバスの経営再建
仏、独、英、西の欧州各国の各国が出資しているエアバスは各国が大株主ということで、これまで各国の政治力によって影響され、経営合理化が各国の横槍によって阻まれてきた。このため、業務委託の率が他の航空機大手と比べて低いなど高コスト体質が続いていた。これらからここ数年エアバスの不振が続いており、経営陣も危機感を強めていた。
今年2月19日のエアバスは最大1万2000人の人員削減の方針を固めた、とフランス各紙が報道。だがこれに対してもすぐさま各国から注文、不満などの声が出る。各国は政府要人が活発な働きかけをし、特に大規模工場と各15％と高い出資率の仏独は同23日の首脳会談で2国の合理化を同程度にすることでようやく決着する。28日、エアバスが経営再建計画「パワー8」を発表、主要労組などに提示する。内容は4年間で1万人の人員削減（仏4300人、独3700人、英1600人、西400人）、工場の整理（仏サンナゼールとメオルト、独ファレルとノルデンハムとラウプハイム、英フィルトン）、50億ユーロを削減、製造の外部委託などであった。
これに対し、労組と各国は反発。欧州金属労連 (EMF) は「どの工場であろうと閉鎖には反対する。解雇も受け入れられない」と述べるなど、強い反発とデモやストを行う。また欧州の労働法に抵触するとの指摘も出る。フランスでは次期大統領候補の社会党セゴレーヌ・ロワイヤルは当選したらリストラ計画を凍結する」と公約し、政治介入に否定的なUMPニコラ・サルコジも労組と会談し、同じく否定的なUDFフランソワ・バイルも「国家が支持すべきだ」と述べるなど、各候補が何らかの形で関わろうとしている。一方経済界からは政治介入に反発する意もあり、経営陣も「各政府がケーキの一番良い部分を取ろうとしている」「政府は企業の管理に干渉しないことが望ましい」と述べる。

### 米クライスラー売却
経営不振の続くダイムラー・クライスラーのクライスラー部門は、2月14日に1万3000人（全従業員の16％）の人員削減、2つの生産拠点の閉鎖、年間40万台の生産削減などを含む経営再建策を発表する。しかしそれでも経営再建の目処はつかないとして、同部門売却の話が進む。
その売却先にはいくつもの会社が名を連ねていたが、4月20日の米紙ウォール・ストリート・ジャーナルの電子版によると、同社株式の最大70％を全米自動車労組が、福利厚生費削減の代わりに社員に株式譲渡という形で、同社を買収する提案をする。しかしこれも決め手を欠き、5月9日のカナダ紙トロント・スター紙（電子版）が報じるところによると、カナダ自動車部品大手マグナ・インターナショナルが45～50億ドルで正式に買収を表明し、目下最有力候補となっている。